# 김지민 (레이싱 모델)
김지민(본명: 김지현, 1987년 2월 28일 ~ )은 대한민국의 레이싱 모델이다.

## 경력

### 레이싱모델 경력
- 2007년 - 서울모터쇼 대우버스 레이싱모델
- 2007년 - G스타 게임쇼
- 2008년 - 부산모터쇼 볼보 레이싱모델